# Moktar Ould Daddah

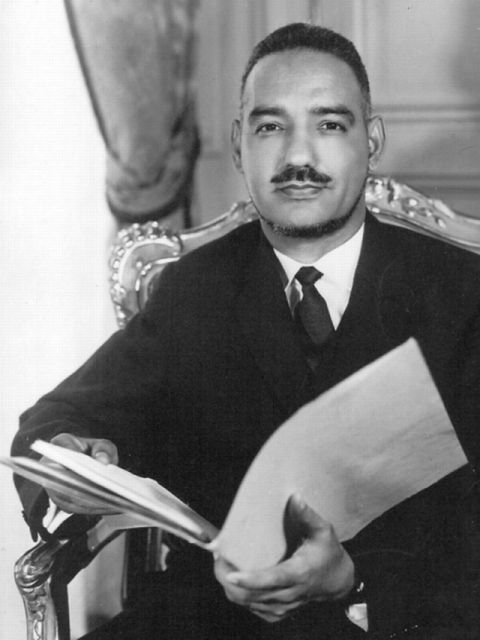
Moktar Ould Daddah zu Beginn der 1960er Jahre

Moktar Ould Daddah (arabisch مختار ولد داداه, DMG Muḫtār walad Dādāh; * 25. Dezember 1924 in Boutilimit; † 14. Oktober 2003 in Paris) war von 1961 bis 1978 Präsident von Mauretanien.

## Frühe Jahre
Er stammte aus der Kleinstadt Boutilimit in der südwestlichen Verwaltungsregion Trarza. Seine Familie gehörte zu den Marabouts, die in der traditionellen Hierarchie der mauretanischen Gesellschaft eine Klasse von Korangelehrten bilden und in deren Familien alle Kinder lesen und schreiben lernen. Nach der arabischen Grundausbildung besuchte er zwei Jahre die Schule für Häuptlingssöhne und die Übersetzerschule in Saint Louis. Anschließend studierte er Rechtswissenschaften und orientalische Sprachen in Paris. Ende 1956 ließ er sich als Rechtsanwalt in Dakar (Senegal) nieder.

## Politiker
1957 kehrte er nach Mauretanien zurück und spielte eine führende Rolle in der Partei Union Progressiste Mauritanienne (UPM). Diese schloss sich in einer Konferenz im Mai 1958 in Aleg mit anderen Parteien wie dem Bloc Démocratique du Gorgol (BDG) und einem Teil der Entente Mauritanienne zur Parti du Regroupement Mauritanien (PRM) zusammen. Seit 1957 war er Abgeordneter der Territorialversammlung, im Juli 1958 wurde er Generalsekretär der PRM. Bei den Wahlen von 1959 konnte seine Partei sämtliche Sitze gewinnen und er wurde Ministerpräsident. Nach der Unabhängigkeit des Landes von Frankreich am 28. November 1960 blieb er zunächst Regierungschef, im August 1961 wurde er Staatspräsident.

## Präsident

### Innenpolitik

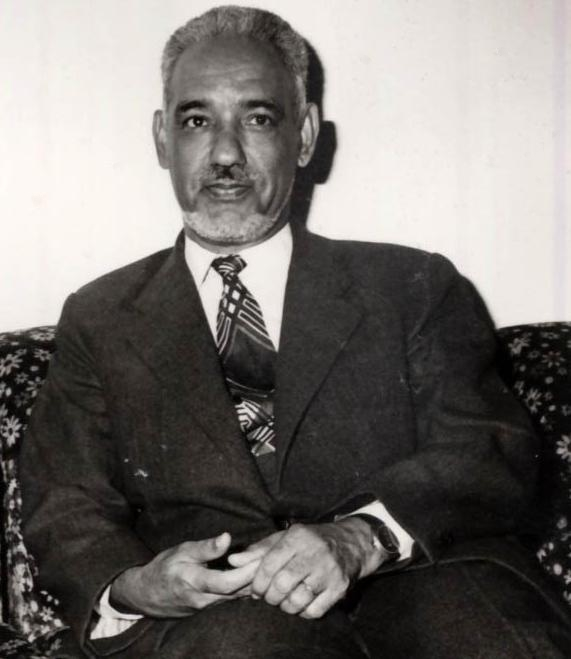
Moktar Ould Daddah 1977

In den 1960er Jahren war er zusätzlich zum Präsidentenamt zeitweise auch Außenminister, Verteidigungsminister und Oberkommandierender der Armee. Er versuchte zunächst, Rivalitäten zwischen den Bevölkerungsgruppen, also Mauren und Schwarzafrikanern, auszugleichen. Die Elite des Landes rekrutierte sich allerdings weitgehend aus ersterer Gruppe. Die verschiedenen existierenden Parteien wurden letztlich zu einer Einheitspartei, der Parti du Peuple Mauritanien (PPM) verschmolzen und mit einer neuen Parteienverfassung, auf die er im Januar 1964 die Teilnehmer der Konferenz von Kaédi in einer Grundsatzrede eingeschworen hatte, konnte er fortan autoritär regieren. Die Präsidentschaftswahlen von 1966, 1971 und 1976 entschied er entsprechend einfach zu seinen Gunsten. In den 1970er Jahren ordnete er umfassende Verstaatlichungen an.

### Außenpolitik
Moktar Ould Daddahs größtes Problem in den ersten Jahren war, dass der Nachbar Marokko das gesamte Territorium Mauretaniens für sich beanspruchte. Marokko erlangte im Rahmen der Casablanca-Gruppe Unterstützung für seine Forderungen. Daddah setzte hingegen auf eine weiterhin enge Zusammenarbeit mit Frankreich und schloss sich dem gemäßigten Brazzaville-Block prowestlicher Länder an, der ihn im März 1964 bzw. im Februar 1965 zum Präsidenten der Gemeinsamen Afro-Madegassischen Staaten-Organisation (OCAM) kürte. Schon im Juli 1965 trat er jedoch aus Protest gegen die Aufnahme des kongolesischen Tschombé-Regimes als OCAM-Präsident zurück, Mauretanien verließ die OCAM. 1971 war er für ein Jahr Vorsitzender der Organisation für Afrikanische Einheit. 1973 rückte er von Frankreich ab und setzte verstärkt auf die Staaten der Arabischen Liga.
Mit Marokko konnte er sich im Laufe der Zeit arrangieren. 1975/1976 einigte er sich mit Marokkos König Hassan II. auf die Teilung der bislang spanischen Westsahara.

## Sturz
Zusammen mit der schlechten wirtschaftlichen Lage im Gefolge der Dürre in der Sahelzone brachte der Westsaharakonflikt Daddahs Regierung zum Wanken. Die militärische Lage veranlasste ihn 1977 nach einem Angriff der POLISARIO auf die Hauptstadt Nouakchott dazu, einem Offizier das Verteidigungsministerium anzuvertrauen, was er bislang vermieden hatte. Generalstabschef Mustafa Ould Salek setzte ihn am 10. Juli 1978 ab. Daddah war bis August 1979 in Gefangenschaft, bevor er auf französischen Wunsch freigelassen wurde und im folgenden Oktober ins Exil gehen durfte. Nach kurzem Aufenthalt in Tunesien begab er sich nach Frankreich. In Abwesenheit wurde er im November 1980 wegen „Hochverrats, Missachtung der Verfassung und Schädigung der wirtschaftlichen Interessen der Nation“ zu lebenslanger Haft verurteilt.

## Letzte Jahre
Im Exil gründete er 1980 die eher bedeutungslose Oppositionsgruppe Alliance pour une Mauritanie Démocratique. Am 17. Juli 2001 kehrte er in seine Heimat zurück. Moktar Ould Daddah starb am 14. Oktober 2003 in Paris im Militärhospital Val-de-Grâce. Die mauretanische Regierung ordnete eine dreitägige Staatstrauer an.

## Werke
- La Mauritanie contre vents et marées, éditions Khartala 2003. ISBN 2-84586-437-X (französisch)